# Гільям (Луїзіана)
Гільям (англ. Gilliam) — селище (англ. village) в США, в окрузі Каддо штату Луїзіана. Населення — 123 особи (2020).

## Географія
Гільям розташований за координатами 32°49′44″ пн. ш. 93°50′36″ зх. д. / 32.82889° пн. ш. 93.84333° зх. д. (32.828962, -93.843290).  За даними Бюро перепису населення США в 2010 році селище мало площу 5,19 км², уся площа — суходіл.

## Демографія
Згідно з переписом 2010 року, у селищі мешкали 164 особи в 66 домогосподарствах у складі 48 родин. Густота населення становила 32 особи/км².  Було 79 помешкань (15/км²).
Расовий склад населення:
| - 58,5 % — білих - 38,4 % — чорних або афроамериканців |

До двох чи більше рас належало 3,0 %. Частка іспаномовних становила 0,0 % від усіх жителів.
За віковим діапазоном населення розподілялося таким чином: 20,1 % — особи молодші 18 років, 64,7 % — особи у віці 18—64 років, 15,2 % — особи у віці 65 років та старші. Медіана віку мешканця становила 45,3 року. На 100 осіб жіночої статі у селищі припадало 102,5 чоловіків;  на 100 жінок у віці від 18 років та старших — 111,3 чоловіків також старших 18 років.
Середній дохід на одне домашнє господарство  становив 72 338 доларів США (медіана — 41 250), а середній дохід на одну сім'ю — 88 019 доларів (медіана — 50 833). За межею бідності перебувало 15,1 % осіб, у тому числі 10,0 % дітей у віці до 18 років та 4,5 % осіб у віці 65 років та старших.
Цивільне працевлаштоване населення становило 69 осіб. Основні галузі зайнятості: освіта, охорона здоров'я та соціальна допомога — 34,8 %, роздрібна торгівля — 18,8 %, сільське господарство, лісництво, риболовля — 14,5 %.